# Galilejské jezero
Galilejské jezero, Tiberiadské jezero, Genezaretské jezero či Kineretské moře (hebrejsky: ים כנרת,  Jam Kineret, Kineretské jezero, či zkráceně Kineret; arabsky: بحيرة طبريا,  Buchajret Tabarija) je největší izraelské sladkovodní jezero nacházející se v Severním distriktu u Golanských výšin, v severní části Velké příkopové propadliny. V obvodu má přibližně 53 km a je 21 km dlouhé a 13 km široké. Jeho rozloha je 166 km² a maximální hloubka 43 m. Leží 212 metrů pod úrovní světového oceánu a je tak nejníže položeným sladkovodním jezerem na světě a druhým nejníže položeným jezerem (po Mrtvém moři).
V povodí jezera je prováděno extenzivní zemědělství, zejména v Chulském údolí (bavlna, tolice vojtěška) a při březích jezera (banány, datle, bavlna). Galilejské jezero je hlavním zdrojem pitné vody pro Izrael a pokrývá přibližně jednu třetinu jeho spotřeby.
Je historickou rybářskou lokalitou – již více než dva tisíce let je využíváno pro rybářství – a křesťany je pokládáno za místo Ježíšových zázraků. Část jeho vod je odváděna Národním rozvaděčem vody do jižní části země pro potřeby zavlažování a část je na základě izraelsko-jordánské mírové smlouvy odváděna do Jordánska. Na západním břehu jezera se nachází město Tiberiada, které je podle židovské tradice jedním ze čtyř svatých měst judaismu.

## Etymologie
Galilejské jezero má několik různých názvů. Přízvisko „Galilejské“ získalo podle oblasti Galilea, v níž se nachází, a jeho frekventované použití má původ ve Vulgatě, kde se nazývá moře Galilejské (řecky: θάλασσα τῆς Γαλιλαίας, latinsky: Mare Galilaeae). V Izraeli je však nejčastější označení Kineret (či Kineretské jezero) a je pravděpodobné, že tento název má svůj původ, s ohledem na tvar jezera, buď v hebrejském slově kinor (כנור; což znamená „harfa,“ „lyra“ či „citera“), nebo v názvu opevněného města Kineret, které stávalo na západním břehu jezera a po němž nezůstalo ani stopy. Je však také možné, že bylo slovo kineret do hebrejštiny přejato z kanaánštiny. V Tanachu je toto jezero označováno jako Kineretské moře.
| „              | Východní hranici si vyměříte od Chasar-énanu k Šefámu, poté sestoupí hranice od Šefámu k Rible na východ od Ajinu, pak sestupuje až narazí na východní svah při Kineretském moři. | “ |
| — Numeri 34:11 | |   |

Křesťanské náboženské texty jej naopak označují podle malé úrodné pláně (Genezaret) ležící, západně od jezera, jako Genezaretské jezero či Genezaretské moře. Název „Genezaretské“ však také mohl vzniknout pořečtěním slova kineret.
| „           | Jednou se na něj lidé tlačili, aby slyšeli Boží slovo, a on stál u břehu jezera Genezaretského. | “ |
| — Lukáš 5:1 |                                                                                                 |   |

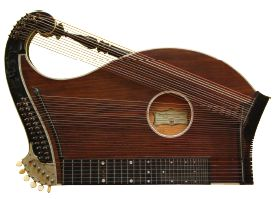
Citera (hebrejsky: כנור, kinor) podle níž je možná pojmenované Kineretské (Galilejské) jezero

Arabský název jezera Buchajret Tabarija‎ (arabsky: بحيرة طبريا) v překladu znamená Tiberiadské jezero.

## Historie

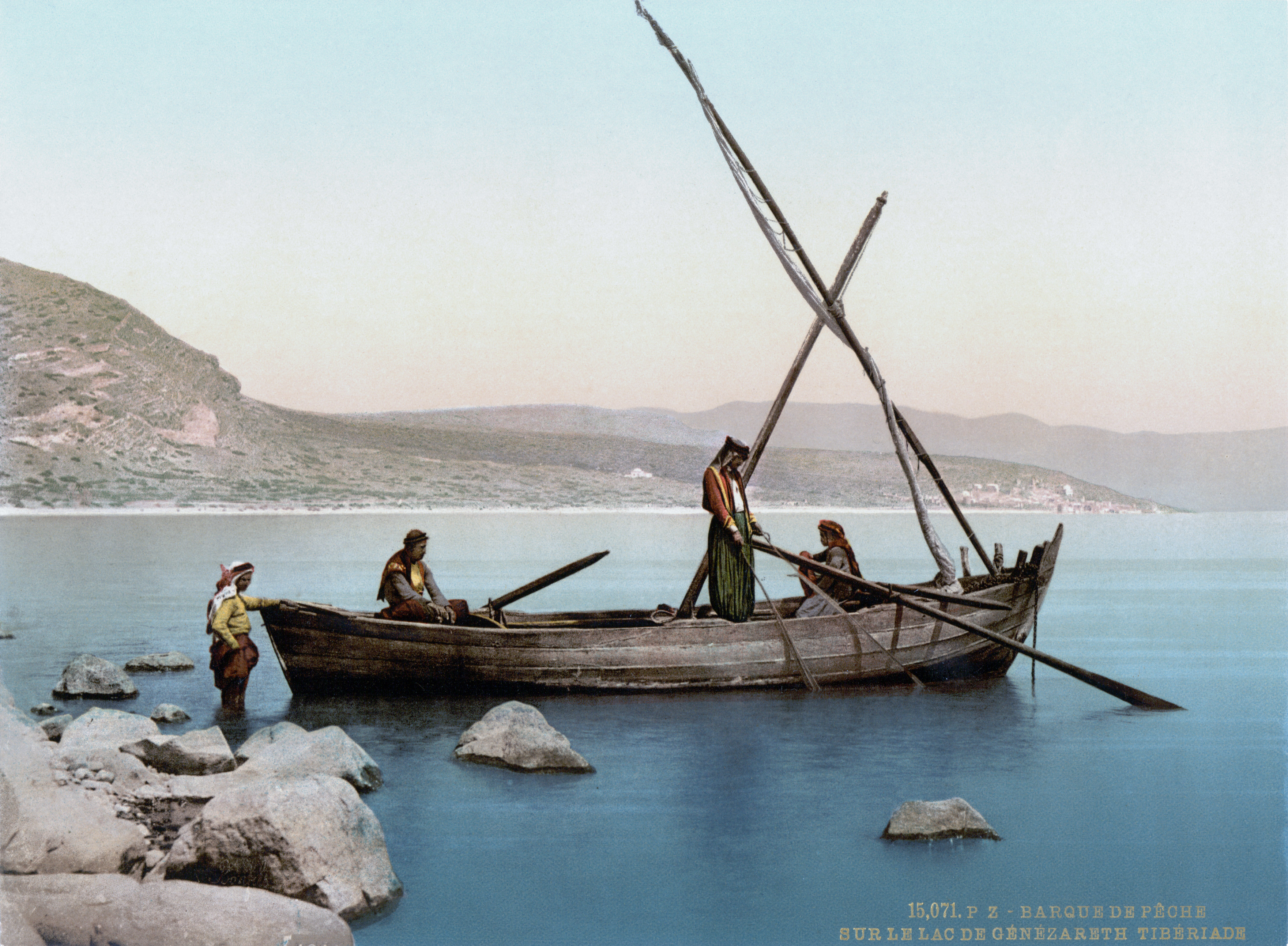
Rybáři na Galilejském jezeře

### Starověk

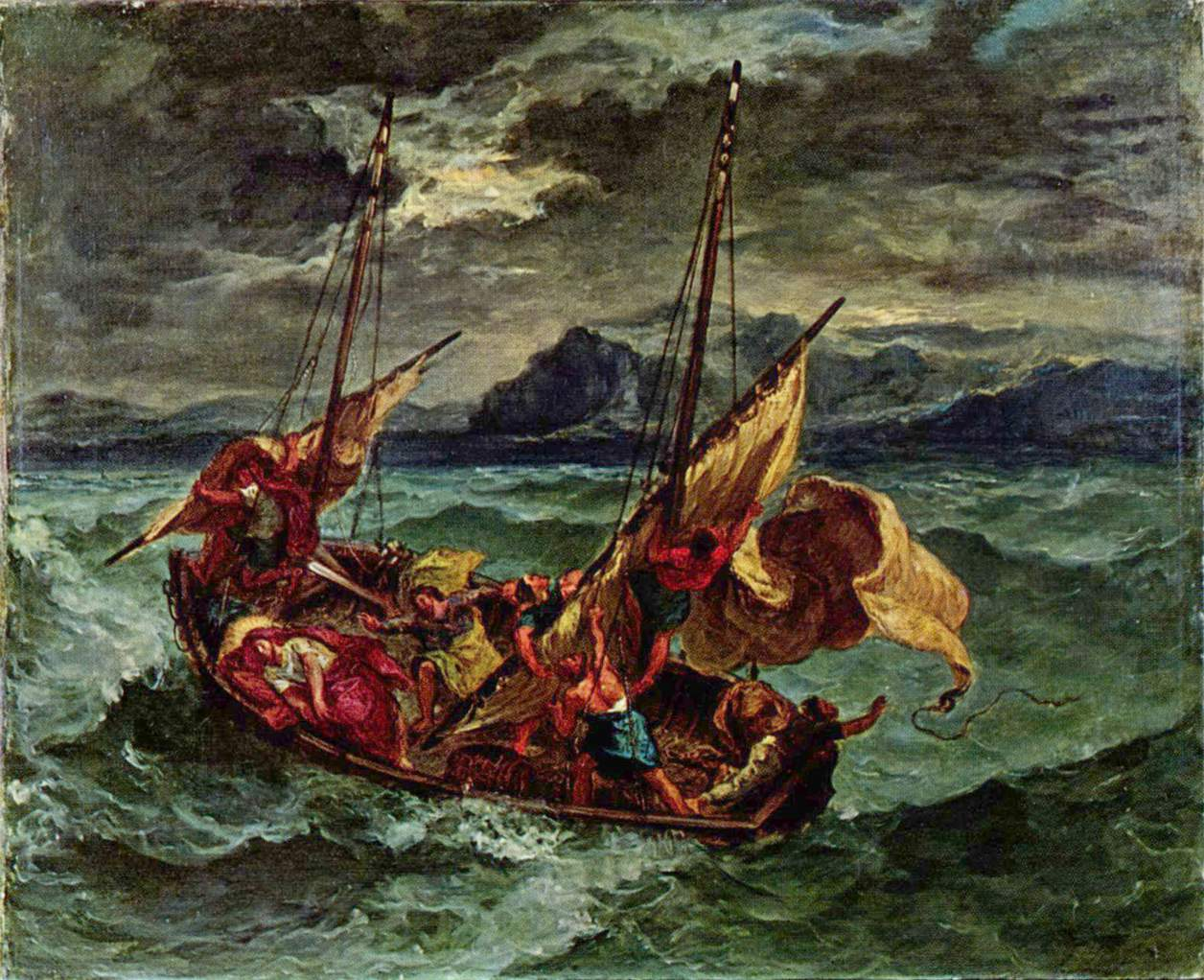
Kristus na Genezaretském jezeře.
Eugène Delacroix (1854)

Galilejské jezero leží na starověké obchodní stezce Via Maris, která vedla mezi Egyptem a severními říšemi Sýrií, Malou Asií a Mezopotámií. Na březích jezera založili Řekové, Hasmonejci a Římané vzkvétající města a osady, včetně Gadary, Hippos a Tiberiady. Historik Iosephus Flavius byl touto krajinou tak nadšen, že o ní napsal: „člověk by toto místo mohl označit touhou přírody.“ Rovněž ve svém díle zaznamenal zdejší prosperující rybářský průmysl, kdy na jezero pravidelně vyplouvalo 230 lodí.
Většina z putování Ježíše Nazaretského se údajně odehrálo u břehů Galilejského jezera. V tomto období docházelo k rozvoji osad při pobřeží (Betsaida, Kafarnaum) a značnému obchodu a lodní dopravě. Synoptická evangelia popisují, jak Ježíš učinil z rybářů na jezeře své učedníky. Byli jimi Šimon a jeho bratr Ondřej a bratři Jan a Jakub. Jedna z Ježíšových nejznámějších řečí – Horské kázání – se odehrála na hoře s výhledem na jezero a mnoho jeho zázraků se mělo odehrát zde, včetně chůze po vodě, zastavení bouře a nakrmení pěti tisíců.
V roce 135 potlačili Římané povstání Bar Kochby (také označované jako druhá židovská válka). Následně vyhnali všechny Židy z Jeruzaléma, načež se centrum židovské kultury a učení přesunulo do zdejší oblasti, zejména pak do Tiberiady. V této oblasti později vznikl jeruzalémský talmud.
V období Byzantské říše se jezero stalo díky svému významu v Ježíšově životě jedním z hlavních cílů křesťanských poutníků. To vedlo k rozvoji plně kvalifikovaného cestovního ruchu, který zahrnoval jak pohodlné hostince, tak turistické trasy.

### Středověk
Význam jezera poklesl, když Byzantská říše ztratila kontrolu nad touto oblastí a ta následně přešla pod kontrolu Umajjovského chalifátu a posléze dalších islámských státních útvarů. Mimo Tiberiadu byla hlavní města v oblasti postupně vylidněna. 4. července 1187 se poblíž jezera uskutečnila mezi křižáckými vojsky a muslimy vedenými sultánem Saladinem bitva u Hattínu, při které došlo k velké křižácké porážce.

### Současnost

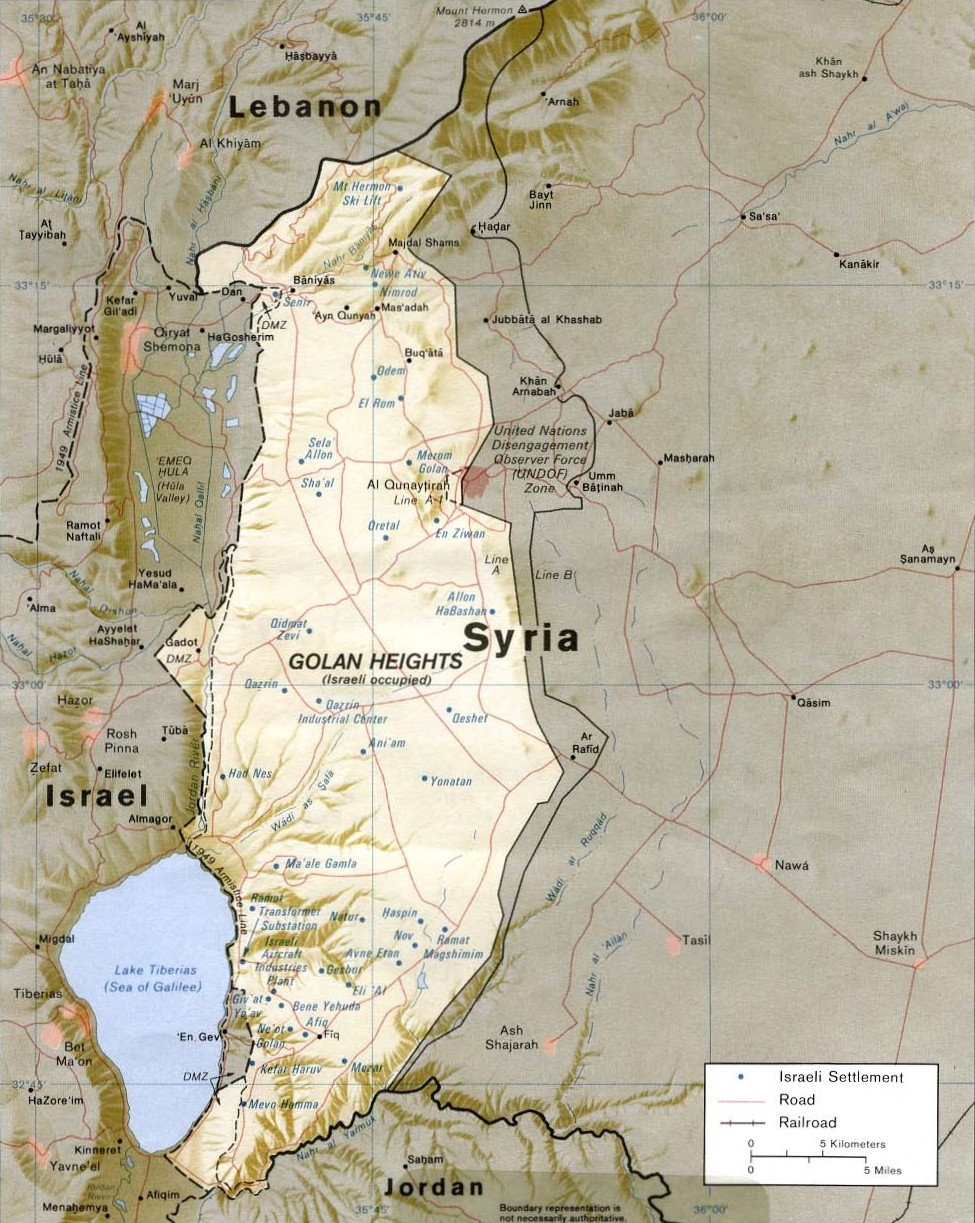
Politická mapa Galilejského jezera a okolních oblastí v současnosti

V roce 1909 založili židovští pionýři první společnou zemědělskou osadu (kibuc) Kvucat Kineret, kde se židovští imigranti učili farmářství a zemědělství. Později zdejší pionýři založili kibuc Deganija. Kineret byl kolébkou kibucové kultury v počátcích sionismu a byl také rodištěm Naomi Šemer a místem posledního odpočinku Rachel – dvou nejprominentnějších izraelských básnířek.
V roce 1923 uzavřelo Spojené království a Francie Sykesovu–Picotovu dohodu, která rozdělila území bývalé Osmanské říše mezi Britský mandát Palestiny a Francouzský mandát Sýrie a Libanonu. Britové přenechali Francouzům jižní část Golanských výšin výměnou za severní část Jordánského údolí. Hranice byly přepsány tak, že oba břehy řeky Jordán a celé Galilejské jezero, včetně deset metrů širokého pruhu po jeho severním pobřeží, připadlo mandátní Palestině, společně s následujícími dodatky:

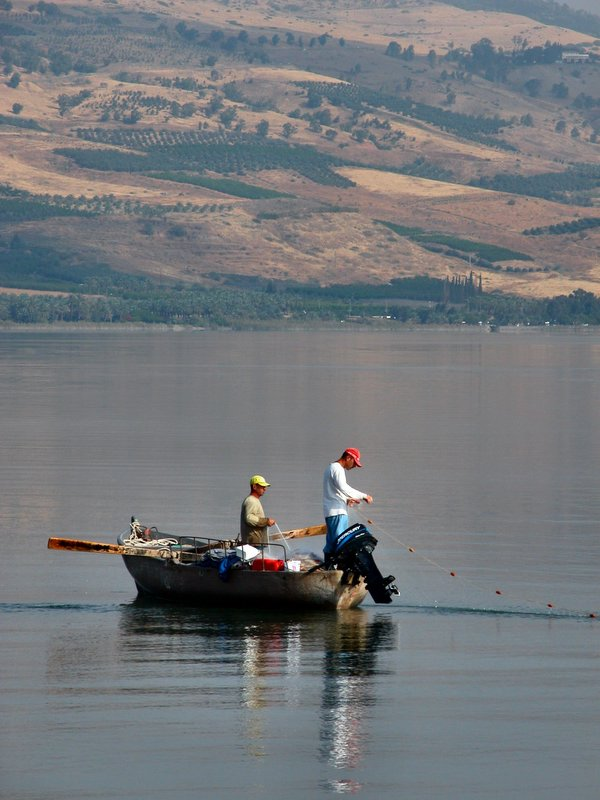
Rybáři na jezeře

- Jakákoliv existující práva Syřanů k využívání vod Jordánu musí zůstat nedotčená.
- Syrská vláda má právo vystavět nové molo v Semachu nebo společně využívat existující molo.
- Obyvatelé Sýrie a Libanonu mají stejná práva rybolovu na Chulském a Galilejském jezeře a řece Jordán jako obyvatele Palestiny a palestinská vláda je zodpovědná za kontrolu těchto vodních ploch.

Národní rozvaděč vody postavený v roce 1964 odvádí část vod jezera do hlavních izraelských populačních center a je jedním z hlavních zdrojů pitné vody v zemi. Izrael také vodou z jezera zásobuje Jordánsko (v souladu s Izraelsko-jordánskou mírovou smlouvou). Zvýšená poptávka po vodě a několik suchých zim vyústilo v nedostatek vody a pokles vodní hladiny, někdy až pod takzvanou „červenou linii,“ kdy může dojít k nezvratným škodám a je již zakázáno vodu z jezera odčerpávat.
Dnes je nejvýznamnější ekonomickou aktivitou na jezeře cestovní ruch a celá zdejší oblast je oblíbená prázdninová destinace. Mnoho historických a náboženských míst kolem jezera, zejména město Tiberias, je ročně navštíveno miliony místních a zahraničních turistů. Mezi další ekonomické aktivity patří rybářství a zemědělství. V pásu úrodné půdy kolem jezera se pěstují především banány. Na jezeře je také rozvinutá místní lodní doprava.
Jednou z hlavních atrakcí je místo, kde z jezera vytéká řeka Jordán, kam jezdí tisíce poutníků z celého světa, aby se zde nechali pokřtít či překřtít.

## Fyzickogeografická charakteristika

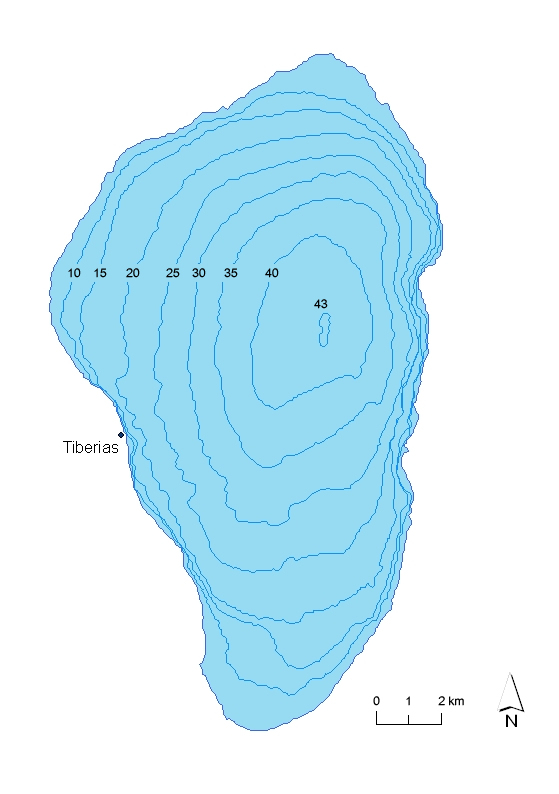
Batymetrická mapa jezera

Jezero se nachází ve Velké příkopové propadlině, která odděluje africkou a arabskou tektonickou desku. V důsledku polohy na střetu tektonických desek je tato oblast místem občasných zemětřesení a v minulosti byla místem vulkanické činnosti. To je patrné zejména z hojného výskytu čediče a jiných vyvřelých hornin. Díky své poloze v depresi se nachází 212 metrů pod úrovní světového oceánu, a je tak nejníže položeným sladkovodním jezerem na světě a druhým nejníže položeným jezerem (po Mrtvém moři).
Jezero, jehož maximální délka v severojižním směru je 21 kilometrů a maximální šířka v západovýchodním směru je 12 kilometrů, má délku pobřeží 55 kilometrů, rozkládá se na ploše 165 km² a jeho povodí zabírá plochu 2730 km². V nejhlubším místě dosahuje hloubky 44 metrů, zatímco průměrná hloubka je 25 metrů. Maximální objem jezera je 4,3 miliardy m³ a jeho běžná

### Hydrologie
Hlavní zdrojnicí jezera je řeka Jordán, která vzniká soutokem tří řek: Hasbani, tekoucí z libanonských hor (průměrný roční průtok je 125 milionů m³/rok), Banias, tekoucí z Golanských výšin (125 milionů m³/rok) a Dan, tekoucí z oblasti hory Hermon (250 milionů m³/rok). Dále do Jordánu přitéká na 140 milionů m³/rok z malých horských potoků Horní Galileje, avšak přibližně 100 milionů m³/rok je z řeky využito na zavlažování v Chulském údolí. Ve výsledku tedy do jezera z řeky Jordán ročně přiteče 540 milionů m³/rok.
Nadto jezero přijme dalších zhruba 70 milionů m³/rok ze sezónních potoků, 65 milionů m³/rok ze slaných podzemních pramenů a 65 milionů m³/rok ze srážek. Celkem tedy Galilejské jezero ročně získá 740 milionů m³/rok.
V jižní části jezera řeka Jordán jezero opouští (70 milionů m³/rok, 16 m³/s). Velké množství vody je z jezera odebíráno Národním rozvaděčem vody pro potřeby zavlažování jižní části země (500 milionů m³/rok) a přibližně 270 milionů m³/rok se odpaří.
Průměrná teplota vody během roku (°C), v letech 1969–1983:
| hloubka v m | leden | únor | březen | duben | květen | červen | červenec | srpen | září | říjen | listopad | prosinec |
| ----------- | ----- | ---- | ------ | ----- | ------ | ------ | -------- | ----- | ---- | ----- | -------- | -------- |
| 0           | 15,7  | 14,7 | 16,0   | 19,4  | 23,2   | 26,7   | 27,9     | 28,6  | 28,4 | 26,3  | 22,3     | 18,0     |
| 5           | 15,7  | 14,7 | 15,4   | 18,7  | 22,6   | 25,9   | 27,4     | 28,3  | 28,2 | 26,2  | 22,3     | 18,0     |
| 10          | 15,7  | 14,7 | 15,0   | 17,7  | 21,5   | 24,7   | 27,1     | 28,1  | 28,1 | 26,2  | 22,3     | 18,0     |
| 15          | 15,7  | 14,6 | 14,7   | 16,7  | 19,2   | 21,5   | 24,6     | 26,5  | 27,3 | 26,0  | 22,3     | 18,0     |
| 20          | 15,7  | 14,6 | 14,5   | 15,9  | 17,4   | 17,4   | 17,7     | 18,6  | 20,3 | 21,8  | 20,8     | 17,6     |
| 25          | 15,6  | 14,5 | 14,4   | 15,4  | 16,4   | 16,1   | 16,1     | 16,3  | 16,8 | 17,1  | 17,7     | 17,5     |
| 30          | 15,4  | 14,5 | 14,3   | 15,0  | 15,7   | 15,4   | 15,4     | 15,8  | 16,1 | 16,1  | 15,9     | 16,2     |
| 35          | 15,4  | 14,5 | 14,3   | 14,8  | 15,4   | 15,1   | 15,2     | 15,5  | 15,9 | 15,9  | 15,6     | 15,8     |
| 40          | 15,4  | 14,5 | 14,3   | 14,2  | 15,3   | 15,0   | 15,1     | 15,5  | 15,9 | 15,8  | 15,5     | 15,5     |

Kyselost vody během roku (pH), v letech 1969–1983:
| hloubka v m | leden | únor | březen | duben | květen | červen | červenec | srpen | září | říjen | listopad | prosinec |
| ----------- | ----- | ---- | ------ | ----- | ------ | ------ | -------- | ----- | ---- | ----- | -------- | -------- |
| 0–12        | 8,0   | 8,3  | 8,6    | 8,7   | 8,8    | 8,9    | 8,7      | 8,6   | 8,6  | 8,5   | 8,3      | 8,0      |
| 12–22       | 8,0   | 8,1  | 8,1    | 7,9   | 7,9    | 8,0    | 8,0      | 7,9   | 7,9  | 7,9   | 7,9      | 8,0      |
| 22–32       | 7,9   | 8,1  | 8,0    | 7,7   | 7,7    | 7,6    | 7,6      | 7,5   | 7,5  | 7,5   | 7,7      | 7,7      |
| 32–40       | 7,8   | 8,0  | 7,9    | 7,7   | 7,6    | 7,6    | 7,5      | 7,5   | 7,5  | 7,4   | 7,4      | 7,5      |

### Klima
Kvůli své kryté poloze, nízké nadmořské výšce a vlivu jezera jsou zde mírné zimy s průměrnými lednovými teplotami kolem 14 °C, což je výrazně více než průměrná teplota v rámci celého Izraele (4 °C). Díky absenci mrazových dnů je zdejší prostředí vhodné pro pěstování teplomilných plodin, jako jsou banány, datle, citrusy a zelenina. Léta jsou zde teplá, s průměrnou teplotou kolem 28 °C, což odpovídá celostátnímu průměru. Roční úhrn srážek je zde 380 mm.
| Deganija, Galilejské jezero – podnebí           | Deganija, Galilejské jezero – podnebí | Deganija, Galilejské jezero – podnebí | Deganija, Galilejské jezero – podnebí | Deganija, Galilejské jezero – podnebí | Deganija, Galilejské jezero – podnebí | Deganija, Galilejské jezero – podnebí | Deganija, Galilejské jezero – podnebí | Deganija, Galilejské jezero – podnebí | Deganija, Galilejské jezero – podnebí | Deganija, Galilejské jezero – podnebí | Deganija, Galilejské jezero – podnebí | Deganija, Galilejské jezero – podnebí | Deganija, Galilejské jezero – podnebí |
| Období                                          | leden                                 | únor                                  | březen                                | duben                                 | květen                                | červen                                | červenec                              | srpen                                 | září                                  | říjen                                 | listopad                              | prosinec                              | rok                                   |
| ----------------------------------------------- | ------------------------------------- | ------------------------------------- | ------------------------------------- | ------------------------------------- | ------------------------------------- | ------------------------------------- | ------------------------------------- | ------------------------------------- | ------------------------------------- | ------------------------------------- | ------------------------------------- | ------------------------------------- | ------------------------------------- |
| Průměrná teplota [°C]                           | 12                                    | 13                                    | 15                                    | 18                                    | 22                                    | 24                                    | 28                                    | 29                                    | 28                                    | 20                                    | 18                                    | 14                                    | 20                                    |
| Průměrné srážky [mm]                            | 96                                    | 74                                    | 58                                    | 23                                    | 6                                     | 0                                     | 0                                     | 0                                     | 1                                     | 14                                    | 47                                    | 89                                    | 408                                   |
| Zdroj: International Lake Environment Committee |                                       |                                       |                                       |                                       |                                       |                                       |                                       |                                       |                                       |                                       |                                       |                                       |                                       |

## Fauna a flóra

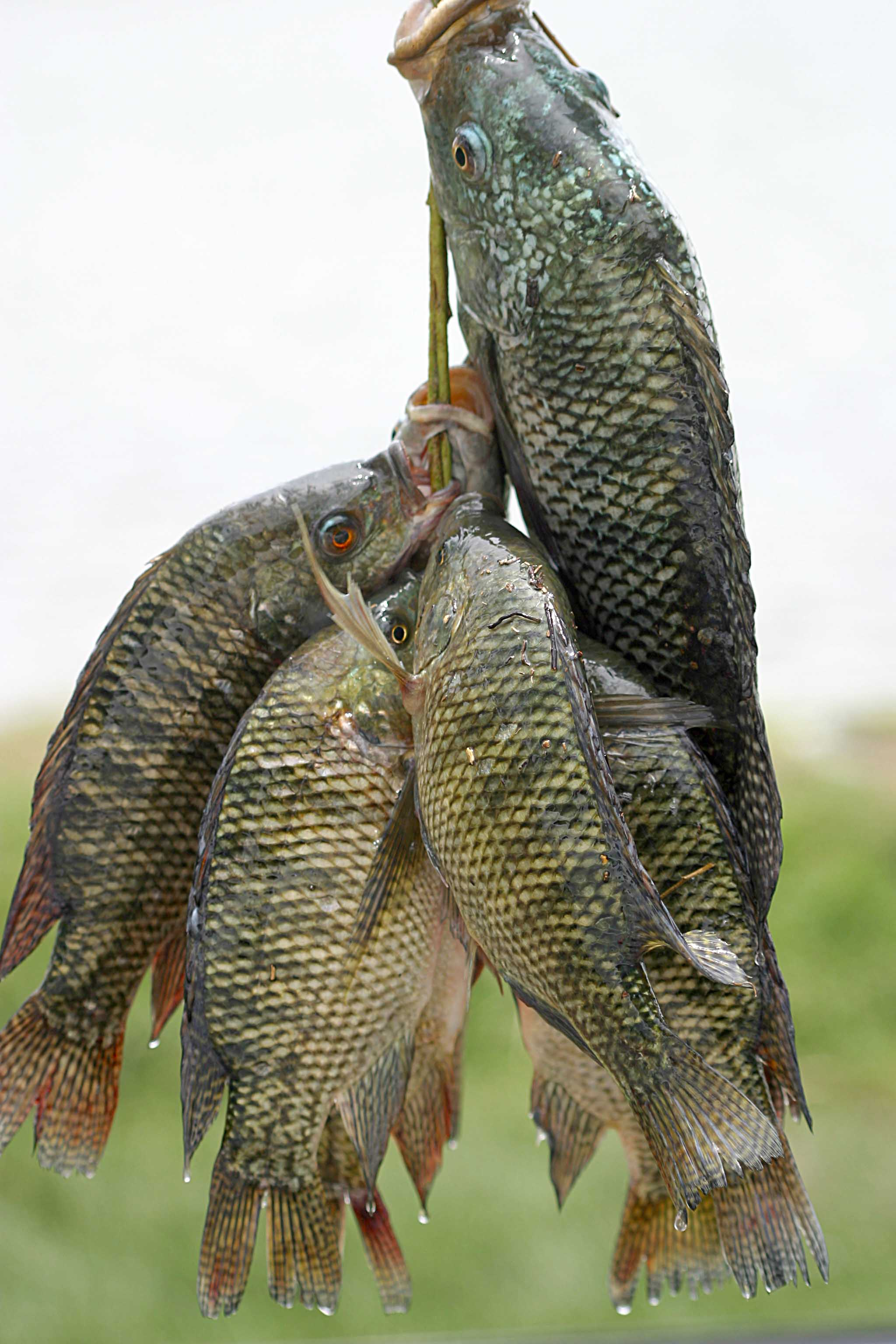
Tilapie

Teplé vody Galilejského jezera prospívají rozličným druhům fauny a flory, jejichž výskyt podporuje komerční rybolov již více než dva tisíce let. Místní flora zahrnuje řadu rákosí podél pobřeží, stejně jako fytoplankton. Fauna zahrnuje zooplankton a bentos, stejně jako pestrou škálu druhů ryb, z nichž nejznámější je tilapie (Sarotherodon galilaeus galilaeus, známá také jako Svatopetrská ryba). Z ryb se dále loví cejn kineretský (Acanthobrama terraecanctae), cípal a tolstolobik. Celkový roční objem ulovených ryb byl v roce 2007 celkem 1100 tun.
Mezi hlavní druhy stromů patří duby (quercus), pistácie (pistacia), slivoně (prunus) a vrby (salix). Z křovin dále oleandry (nerium) a myrta (myrtus).